# Chinito
Lucien Orlewski dit « Chinito », né à Montpellier en 1953, est un torero français retiré des arènes.

## Biographie
Sa première novillada sans picador a lieu le 19 juillet 1969 à Saint-Gilles (Gard), en compagnie d'Alain Montcouquiol et Simon Casas, devant des novillos d'André Pourquier.
Il prend l'alternative le 4 mai 1978 à Palavas-les-Flots (Hérault) avec pour parrain Curro Romero et pour témoin Curro Vázquez, devant des taureaux de la ganadería de Antonio Perez de San Fernando. Il la confirme à Madrid le 8 août 1982. Il s'est retiré des arènes en 1984.